# کاسروس
کاسروس (به اسپانیایی: Caseros) شهری در کشور آرژانتین، استان بوئنوس آیرس است که در سال ۲۰۰۹ میلادی، حدود ۹۰٬۳۱۳ نفر جمعیت داشته‌است.